# تیم میلر
تیم میلر (انگلیسی: Tim Miller) یک کارگردان فیلم، فیلم‌نامه‌نویس، و تهیه‌کننده اهل آمریکااست.

## فیلم‌شناسی

### کارگردانی فیلم‌ها
- مخفی گاه (۱۹۹۵) – جلوه‌های بصری
- ددپول (۲۰۱۶) – کارگردان[۱]
- نابودگر: سرنوشت تاریک (۲۰۱۹) – کارگردان
- عشق، مرگ و ربات‌ها (۲۰۱۹)

### بازی‌های ویدئویی
- اندیشه نوین: لندن (۲۰۰۷) – جلوه‌های بصری
- تأثیر فراگیر ۲ (۲۰۱۰) – سرپرست جلوه‌های بصری
- جنگ ستارگان: جمهوری قدیم (۲۰۱۱) – سرپرست جلوه‌های بصری